# کلان‌فرگشت
کلان‌فرگشت یا فرگشت کلان  (به انگلیسی: Macroevolution)، نوعی از فرگشت است که در اکثریت گونه‌ها اتفاق می‌افتد و نقطه مقابل خردفرگشت می‌باشد که به تغییرهای فرگشتی کوچک در آلل‌های یک گونه یا جمعیت گفته می‌شود. کلان‌فرگشت و خردفرگشت به شرح فرایندهایی که در مقادیر مختلف رخ می‌دهند، می‌پردازد.
بسته به نیروهایی که تصور می‌شود هدایت کننده آن هستند، فرایند گونه زایی ممکن است در چارچوب نظر باشد. دیرینه‌شناسی، زیست‌شناسی فرگشتی، ژنومیک تطبیقی و فیلواستراتریگرافی ژنومی اکثر شواهد را برای الگوهای کلان‌فرگشت و فرایندها ارائه می‌دهد.

## ریشه کلمه
یوری فیلیپشنکو، حشره‌شناس روس برای اولین از واژه‌های کلانفرگشت و خردفرگشت را در سال ۱۹۲۷ به زبان کاری آلمانی‌اش ابداع نمود،"Variabilität und Variation". از زمان آغاز این دو اصطلاح، معانی آنها چندین بار مورد تجدید نظر قرار گرفته‌است. اصطلاح کلان‌فرگشت هنگامی که توسط نویسندگانی چون دیرینه‌شناس اتو شیندوولف برای توصیف تئوری‌های خود در مورد فرگشت هدفمند درآمد، مورد پسند قرار نگرفت. این عقیده حیاتی بود که جانداران به دلیل "نیروی محرک" درونی در جهتی مشخص، فرگشت می‌یابند.
کلان‌فرگشت شامل تغییرهایی می‌باشد که در مقیاس زمانی زمین‌شناسی رخ می‌دهد، در مقابل با خردفرگشت که در هر مقطع زمانی ممکن است رخ دهد.

## کلان‌فرگشت و ترکیب مدرن
توسط ترکیب مدرن در اوایل قرن بیستم، به نظر می‌رسد که کلان‌فرگشت از تاثیر پیچیده خردفرگشت حاصل شده باشد. بنابراین، تمایز بین کلان‌فرگشت و خردفرگشت چندان اساسی نمی‌باشد، تنها تفاوت بین ان دو زمان و مقیاس می‌باشد. طبق مشاهدات ارنست و. مایر، فرگشت خاص چیزی جز برون‌یابی و بزرگن‌مایی رویدادهایی که در میان جمعیت‌ها و گونه‌ها اتفاق می‌افتد، نیست … تشخیص دادن دلایل خردفرگشت‌ها و کلان‌فرگشت‌ها گمراه کننده است." با این حال، زمان یک عامل مورد نیاز برای تمایز نیست – کلان‌فرگشت‌ها ممکن است بدون ترکیب تدریجی تغییرهای کوچک اتفاق بیفتند. تکثیر کلی ژنوم می‌تواند در یک نسل واحد رخ دهد – و این امر بخصوص در گیاهان رایج می‌باشد.
تغییرها در ژن‌های تنظیم‌کننده فرگشت نیز فاکتور مهمی در تولید گونه‌زایی از طریق تغییرهای بزرگ و نسبتاً ناگهانی در مورفولوژی جانوران می‌باشد.

## انواع کلان‌فرگشت
روش‌های بسیاری برای مشاهده کلان‌فرگشت‌ها وجود دارد، به عنوان مثال مشاهده تغییرها در ژنتیک، مورفولوژی، طبقه‌بندی، اکولوژی و رفتار جانداران، هر چند با یکدیگر مرتبط هستند. ساهنی ات آل. این ارتباط را به عنوان «با افزایش تنوع طبقه‌بندی، انگیزه‌هایی برای استفاده از چهارپایان به حالت‌های جدید زندگی وجود دارد، که در ابتدا ممکن است منابع نامحدود به نظر برسند، تعداد کمی از رقیبان و پناهندگی احتمالی از خطر وجود دارد؛ و با افزایش تنوع زیست‌محیطی، گونه‌ها متنوع می‌شوند. از اجدادشان با نرخ بسیار بیشتری در بین جانوران با اقتباس‌های برتر، نوآورانه یا انعطاف‌پذیرتر» اظهار نمود.

## موضوعات پژوهشی
پژوهش‌هایی که در راستای کلان‌فرگشت انجام گرفته است، شامل موارد زیر می‌باشد:
- تشعشعات تطبیقی مانند انفجار کامبرین.
- تغییرها در تنوع زیستی در طول زمان
- فرگشت ژنوم مانند انتقال افقی ژن، ترکیب ژنوم در اندوسیمبیوز و تغییرهای سازگار در اندازه ژنوم.
- انقراض گسترده یا جمعی
- برآورد نرخ تنوع، از جمله نرخ گونه‌زایی و انقراض.
- بحث بین تعادل مشترک و تدریجی.
- نقش توسعه در شکل‌گیری فرگشت، به ویژه مباحثی همچون ناهمگونی و انعطاف‌پذیری فنوتیپی.